# Ras ir-Raħeb
Ras ir-Raħeb, znany też jako Ras il-Knejjes – malowniczy wapienny przylądek na północno-zachodnim wybrzeżu Malty, blisko osady Baħrija. Przylądek znajduje się na terenie administrowanym przez radę lokalną w Rabacie. Ras ir-Raħeb leży w północno-zachodnim rogu płaskowyżu Rabat–Dingli–Mdina, tuż obok Fomm ir-Riħ Bay. Wznosi się 45 metrów ponad poziom morza. Ze szczytu można dojrzeć zachodnie wybrzeże wyspy, aż po klify Ta' Ċenċ na Gozo. Na glinianych zboczach przylądka rosną różnorodne rośliny, w tym duża populacja trawy orzesznicy siewnej Lygeum spartum, znanej „esparto grass”. Przylądek służy również jako znak nawigacyjny.
Na przylądku znajdują się ruiny megalitycznej świątyni, jak też pozostałości punicko-rzymskie. Od dawna uczeni spierają się co do przeznaczenia tych pozostałości. Interpretacje różnią się, od rzymskiej willi mieszkalnej po niewielkie sanktuarium czy dużą świątynię poświęconą Heraklesowi. Wody u podnóża przylądka są popularnym miejscem do nurkowania, w tym również w jaskiniach. Linia brzegowa Ras ir-Raħeb tworzy część morskiego obszaru chronionego Rdum Majjiesa to Ras ir-Raħeb, pierwszego tego typu obszaru na Malcie, chronionego od 2005 roku.

## Toponimia i geografia przylądka
Dwa maltańskie toponimy, Cypel Pustelnika (malt. Ras ir-Raħeb) oraz Cypel Kościołów (malt. Ras il-Knejjes), mogą wskazywać, że miejsce to miało w późnym Średniowieczu uznane znaczenie religijne. 
W związku z relatywnie ograniczonym dostępem na przylądek, klify i brzeg Ras ir-Raħeb są schronieniem dla wielu gatunków maltańskiej flory i fauny. Wspomniana niedostępność terenu podnosi ornitologiczną ważność środowiska klifów brzegowych. Biorąc pod uwagę, że budownictwo miejskie zmniejszyło teren środowiska naturalnego poprzednio używanego do celów hodowli, karmienia i zimowania, aktywność ta w tej chwili ogranicza się głównie do klifów na zachodnim wybrzeżu Malty i Gozo.
Na terenie tym znaleźć można również przedstawicieli głównych typów środowiska morskiego, występujących na wyspach maltańskich z wieloma gatunkami i ekosystemami istotnymi z punktu widzenia ochrony. Wchodzą w to łąki trawy morskiej Posidonia oceanica, która jest podporą dla różnych znaczących zachowawczo organizmów, np. Pinna nobilis. Rozległe piaszczyste łachy, znajdujące się w zatokach wzdłuż tego wybrzeża i poza łąkami trawy morskiej, wspomagają różne zwierzęta morskie, żyjące na dnie. Miejsce to jest obszarem chronionym Natura 2000.
Status Ras ir-Raħeb jako morskiego obszaru chronionego oraz jego struktura geologiczna, z jaskiniami i łąkami posidonii, uczyniły go wyjątkowym i popularnym miejscem nurkowania. Płetwonurkowie mają nawet oznakowany podwodny "szlak turystyczny".

## Odkrycia archeologiczne

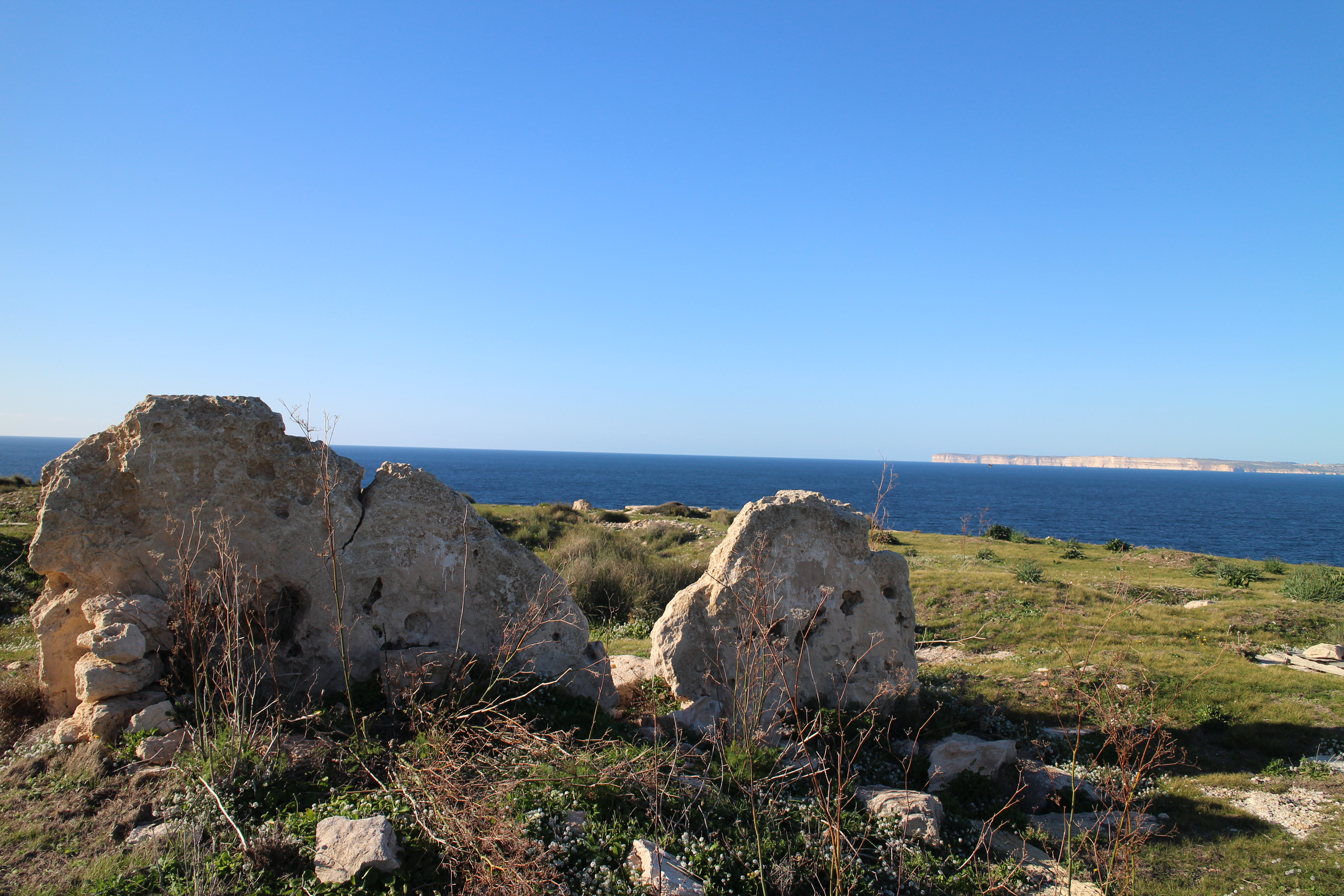
Megality na Ras ir-Raħeb

Duże znaczenie archeologiczne Ras ir-Raħeb było znane od późnych lat XVI wieku, z próbą identyfikowania tych pozostałości ze świątynią Fanum Iunonis wzmiankowanej przez Cycerona. Inni renesansowi historycy nie zgadzali się z tą oceną, określając pozostałości jedynie jako "ruiny starożytnych fabryk".
W roku 1922 właściciel terenu powiadomił o antycznych pozostałościach maltańskiego archeologa Temistoklesa Żammita. Rolnik, uprawiając pole, odkrył duży kwadratowy obszar, wyłożony „bardzo regularnie ułożonymi” małymi wypalanymi flizami. Archeolog odkopał „kamienne kwadratowe obramowanie” oraz pozostałości progu. Ilość ceramiki gospodarczej zdradzała „liczne punkty osiedlenia”. Żammit doszedł do wniosku, że „należy pamiętać o tym miejscu, które powinno być zbadane z korzyścią”.
Miejsce zostało częściowo odkopane przez zespół oficerów Royal Navy pod dowództwem kapitana marynarki D. Scotta i komandora eskadry P. Pugha. Jednakże wyeksponowane elementy kamienne, jak też współczesne depozyty prawie całkowicie uległy erozji, powodując interpretację archeologicznych pozostałości bardzo utrudnioną. Prace rozpoczęły się w listopadzie 1961 roku, a zakończono je w maju 1962 roku, kiedy zespół nurków marynarki, badając dno morza w pobliżu przylądka, osiągnął głębokość 60 metrów. Stwierdzono kilka bloków kamiennych, rozrzuconych na piasku dna. Raport z tych poszukiwań jest krótki, zaś plan miejsca niedokładny. Zespół był zdania, że teren ten „był używany jako «święte miejsce» od czasów neolitu do około IV wieku n.e.”.
Samo miejsce sugeruje kompleks budynków o dużym znaczeniu, imponujący rozległym widokiem na morze. Był on otoczony, z co najmniej trzech stron, esplanadą ograniczoną półkolistym murem, który rozciągał się ze wschodu na zachód, i mógł mieć długość około 62 metrów. Do dzisiaj przetrwały jedynie fundamenty, zbudowane z ciętych bloków wapiennych, ale wciąż można wykonać plan całego zespołu prostokątnych pomieszczeń zgrupowanych wokół centralnego dziedzińca. Chodnik z małych białych marmurowych kostek osadzonych w cemencie, oraz kilka płytek w kształcie rombu przetrwało do roku 1977, lecz w jakimś czasie przed rokiem 1988 zaginęły. W centrum głównego pomieszczenia znajdują się dwa równo ustawione podłużne kamienie, które uważano za część ołtarza.
W północno-wschodnim rogu znajduje się długi wąski prostokątny zbiornik. Posiada okrągły otwarty otwór w bloku wapiennym, wraz z otworem na deszczówkę na jednym końcu.  Chociaż żadne źródło wody nie zasila cysterny, stały wypływ wody ze źródła w Għajn Bierda, około 100 metrów na południowy wschód, mógł być skierowany na niższy teren, zapewniając zaopatrzenie budynków w świeżą wodę przez cały rok.

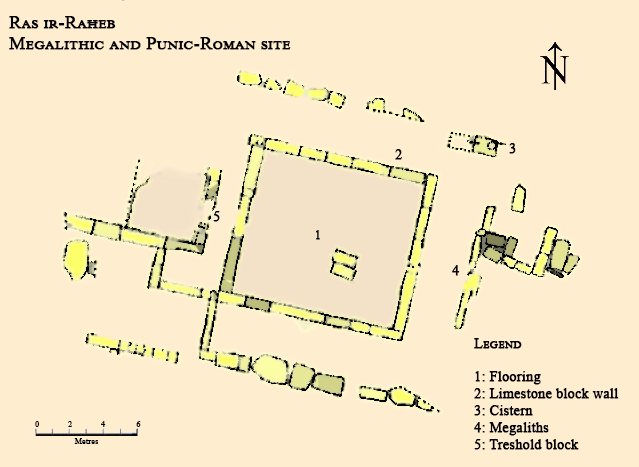
Plan stanowiska archeologicznego Ras ir-Raħeb

Głównym punktem zainteresowania pozostałościami w Ras ir-Raħeb jest kwestia zaadaptowania dwóch chropowatych kamiennych megalitów w budowlę punicko-rzymską. Są one pozostałościami wcześniejszej, prehistorycznej struktury. Jedynym innym przykładem na Malcie powtórnego użycia pozostałości prehistorycznego budynku jest Tas-Silġ, gdzie apsyda świątyni megalitycznej została włączona w budynek punicko-rzymskiego sanktuarium. Te dwa stanowiska łączy wiele podobieństw, np. miejsce dziedzińca w stosunku do reszty budynku, prowadząc do hipotezy, że Ras ir-Raħeb mogło mieć również znaczenie religijne. W Geografii Ptolemeusza znajduje się stwierdzenie, łączące to miejsce ze świątynią Heraklesa, lecz argument ten nie bardzo może służyć za dowód.
Podczas wykopalisk w roku 1962 znaleziono monetę Konstancjusza II, co wskazuje na długą żywotność budynku i przypuszczalne korzystanie z niego we wczesnych latach chrześcijaństwa. W zbiorniku znaleziono też „dużą ilość ceramiki”, obejmującą cały okres rzymskiego panowania na wyspie. Cztery inne monety, z których dwie zakwalifikowano jako sykulo-punickie, znaleziono na terenie obiektu, lecz były one w wysokim stopniu skorodowane.

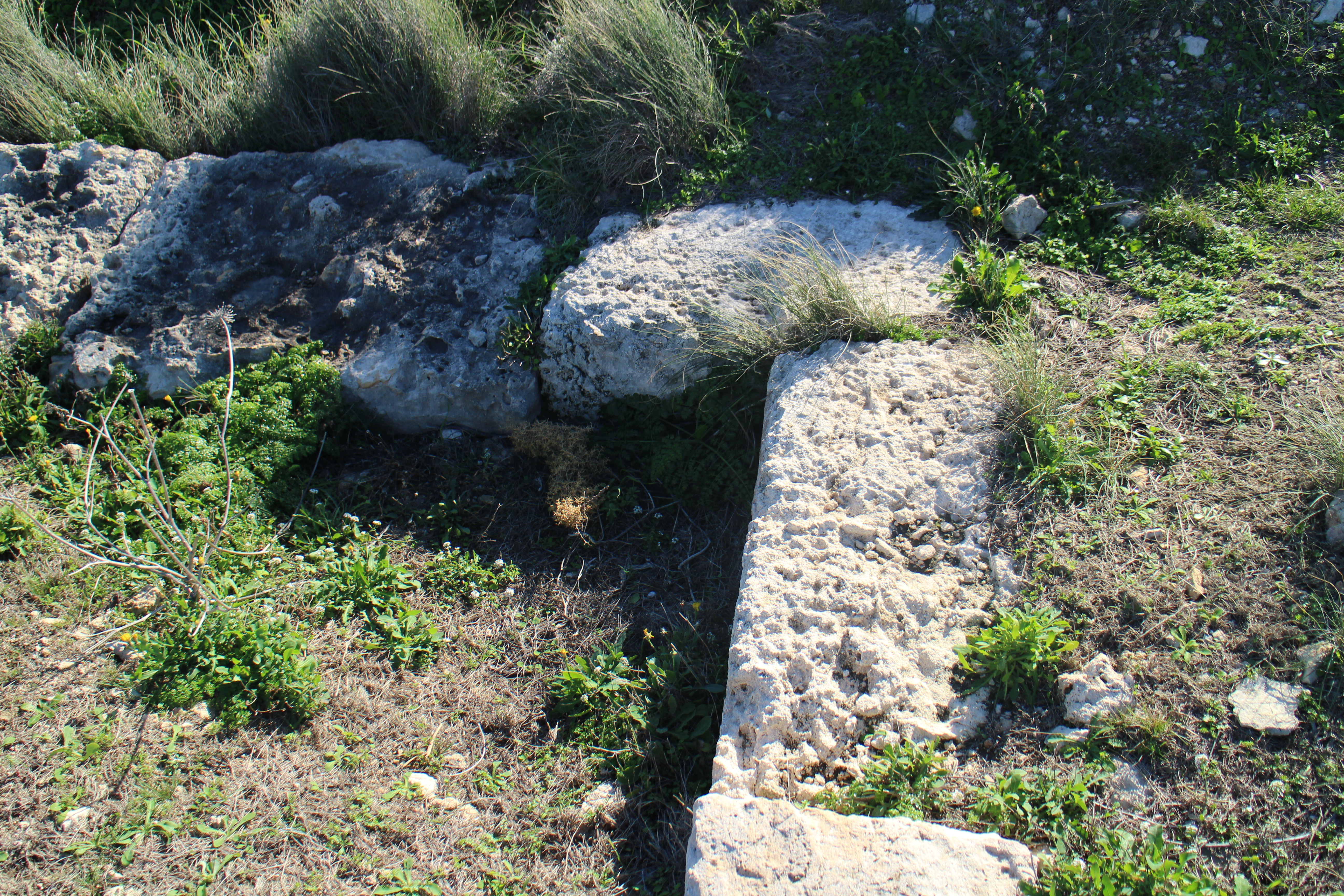
Bloki wapienne na terenie obiektu

Bardzo interesująca jest znaleziona tablica z kości słoniowej, z płaskorzeźbą przykucniętego dzika. Nie nosi ona znamion wpływów greckich okresu klasycznego i może wskazywać na przetrwanie elementów kultury punickiej. Znaleziono też dwie, również sklasyfikowane jako punickie, gliniane maski satyrów na nogach naczyń, oraz pozostałości glinianej figurki nagiego młodzieńca, która prawdopodobnie była wytworem późnej epoki hellenistycznej. Wśród gruzu natrafiono też na kilka innych szczątków glinianych figurek, w tym innego nagiego młodzińca i udrapowaną kobietę trzymającą puszki, małą groteskową głowę łysego, brodatego mężczyzny oraz fragment figurki osoby czymś okrytej. Wśród znalezisk były też fragmenty podstawek pod kadzidełka. Dodatkowo, na południe od stanowiska leży mały kamieniołom o nieznanym wieku. Jest możliwym, że dostarczał on kamienie na budowę kompleksu.

## Status prawny i stan ochrony stanowiska

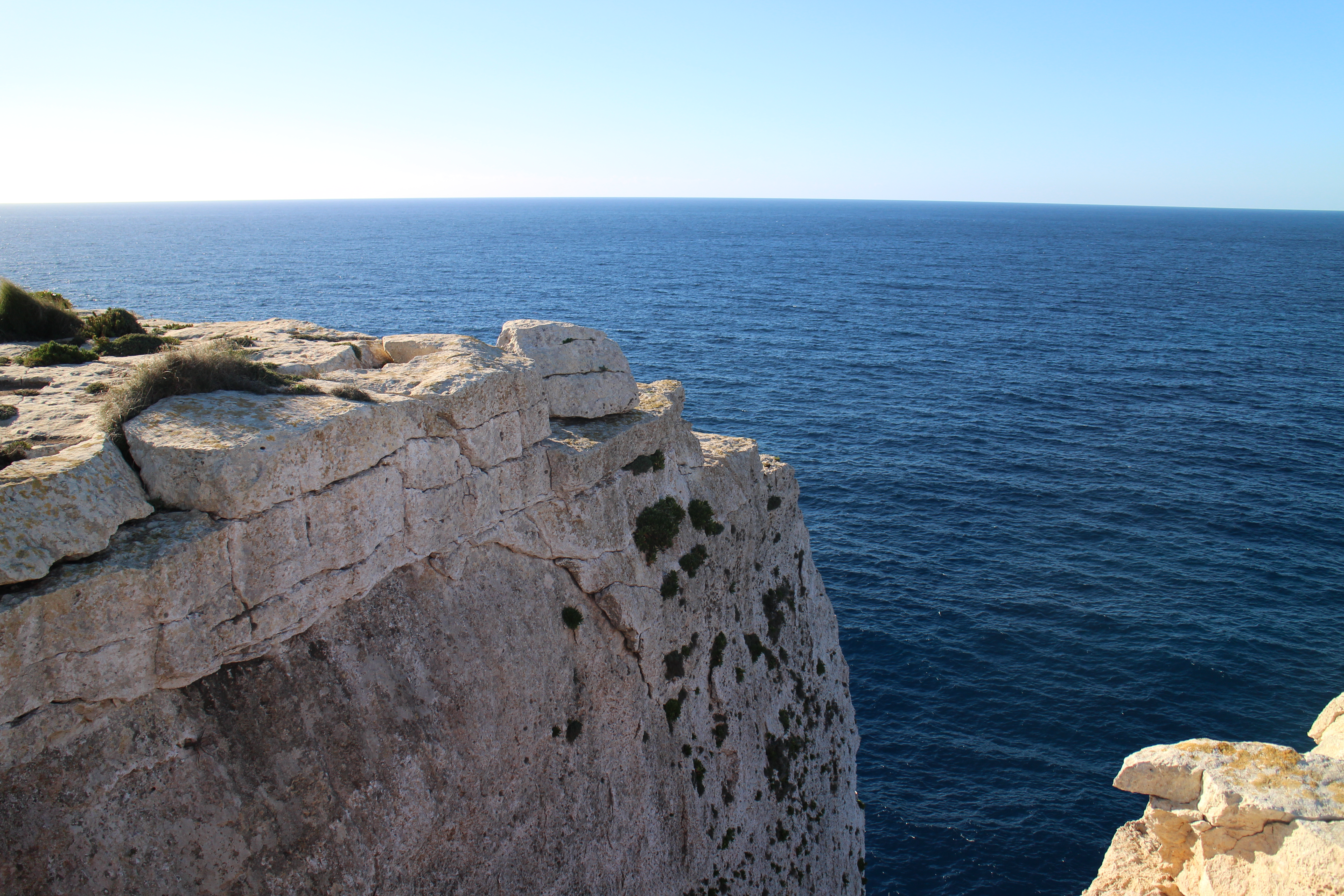
Widok na morze z Ras ir-Raħeb

Piękno i względna niedostępność Ras ir-Raħeb sprawiły, że stał się popularnym przystankiem dla turystów pieszych. Niestety, nie obeszło się bez kontrowersji, gdyż prawna własność terenu jest niejasna. W późnych miesiącach 2004 roku grupa wędrowców została usunięta z terenu cypla przez miejscowego myśliwego. W skład tej grupy wchodziło kilku archeologów, którzy napisali do Departamentu Zarządzania Nieruchomościami z pytaniem, dlaczego tak ważne archeologicznie miejsce jest poza publicznym dostępem.
Departament stwierdził, że „przedmiotowa ziemia jest w trakcie wywłaszczania [...], została wywłaszczona przez zawiadomienie rządowe nr 498, datowane 29 lipca 1975 roku. W związku z tym rozpatrywany teren jest wciąż własnością prywatną (sic!), ponieważ akt przeniesienia [własności] nie został sfinalizowany”. Jednakże w ministerialnej deklaracji w roku 2006, Tonio Borġ, ówczesny minister sprawiedliwości i spraw wewnętrznych stwierdził, że „obszary, które zostały przejęte przez rząd za pośrednictwem prezydenckiej proklamacji przed rokiem 1994, nawet jeśli nie były spłacone przez rząd, jak np. Ras ir-Raħeb, mogą być legalnie dostępne dla publiczności, a właściciel nie może zabronić dostępu”. W roku 1998 punicko-rzymskie pozostałości zostały oficjalnie wpisane na listę zabytków.
W 2007 roku duży pożar zniszczył znaczny kawałek wybrzeża. Różne NGO wzywały ogół społeczeństwa do zachowania czujności i zgłaszania nadużyć na tym obszarze, nękanym przez wandalizm i nielegalne budownictwo. Niektóre antyczne wapienne pozostałości zostały zniszczone w roku 
2016. Wywiercono otwory w blokach, w które zamocowano stalowe pręty i haki, aby umożliwić wspinaczkę wzdłuż pobliskich klifów.
W roku 2016 wystawiono na sprzedaż pięć tumoli ziemi, stanowiących część cypla Ras ir-Raħeb, w tym antyczne pozostałości tam odkryte. Eksperci ds. dziedzictwa narodowego stwierdzili, że chociaż prawo własności gruntów wydaje się niejasne, niedawno wprowadzone na Malcie prawo własności publicznej powinno wykluczyć zakup lub sprzedaż miejsc takich, jak Ras ir-Raħeb. W lipcu 2016 roku Friends of the Earth, lokalny komitet ochrony środowiska, wystosował wniosek, aby Ras ir-Raħeb wraz z sześcioma innymi miejscami oficjalnie uznano za miejsca ogólnie dostępne.

## Galeria

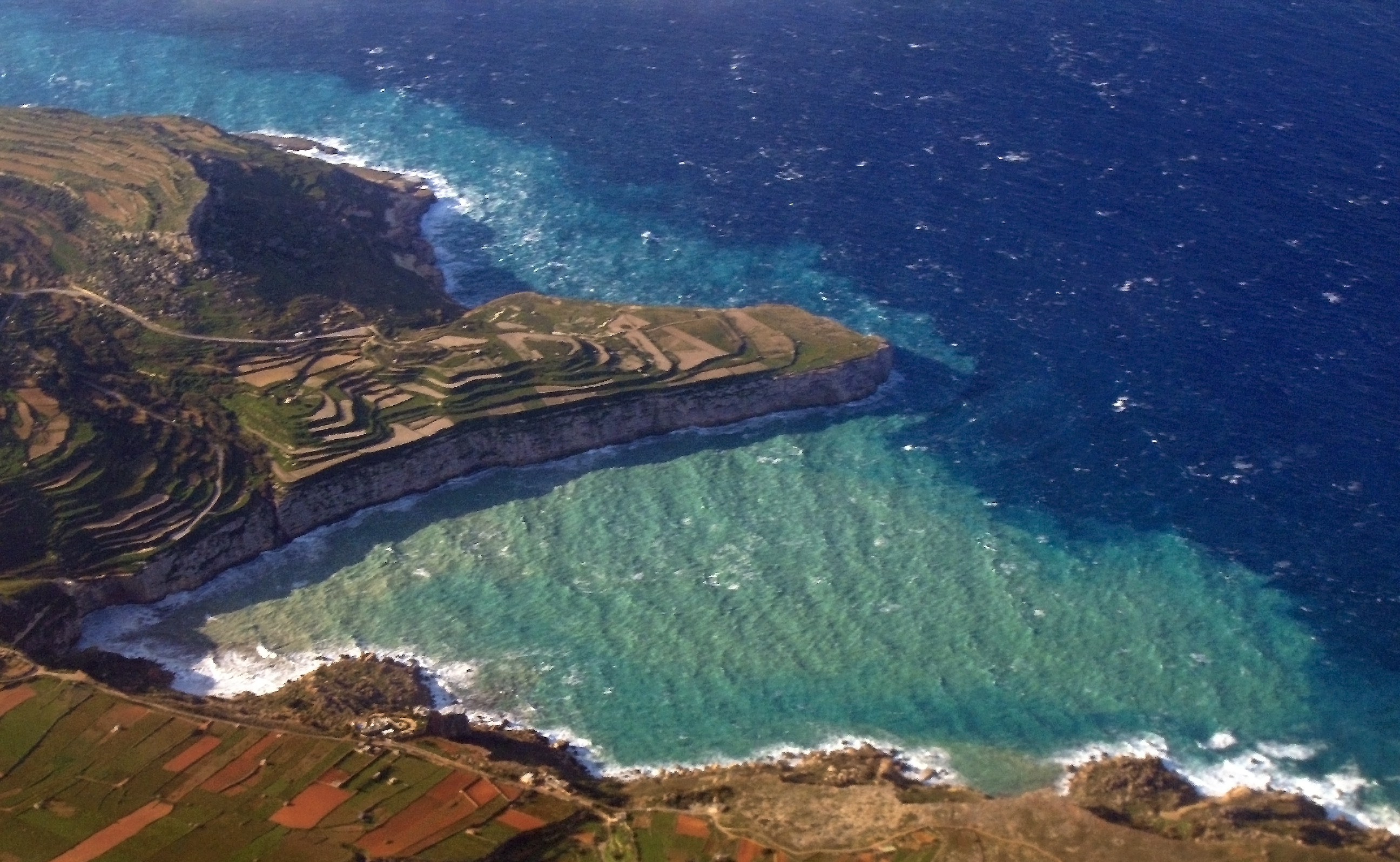
Ras ir-Raħeb - widok z lotu ptaka (2008).
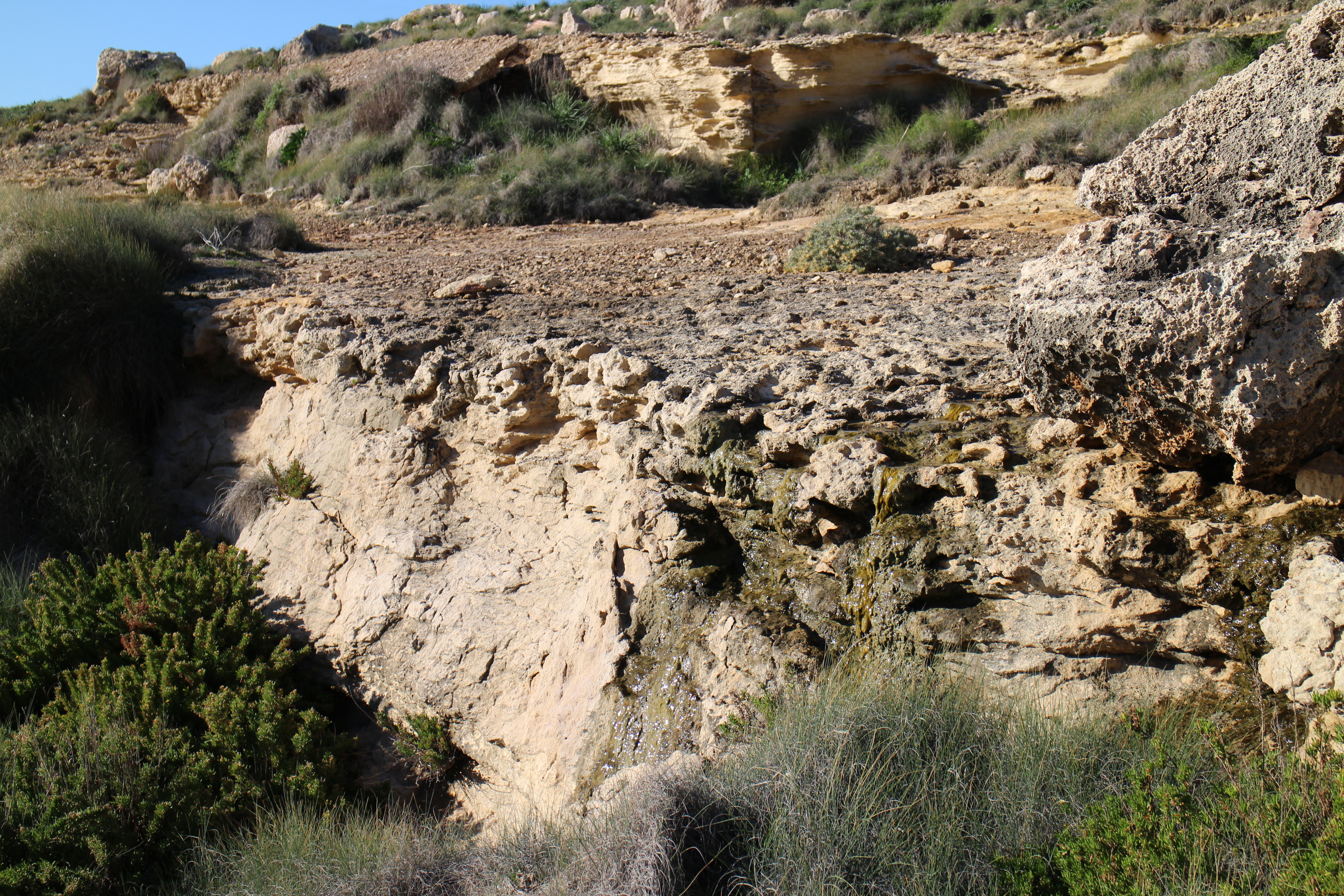
Źródło świeżej wody w Għajn Bierda (2013).
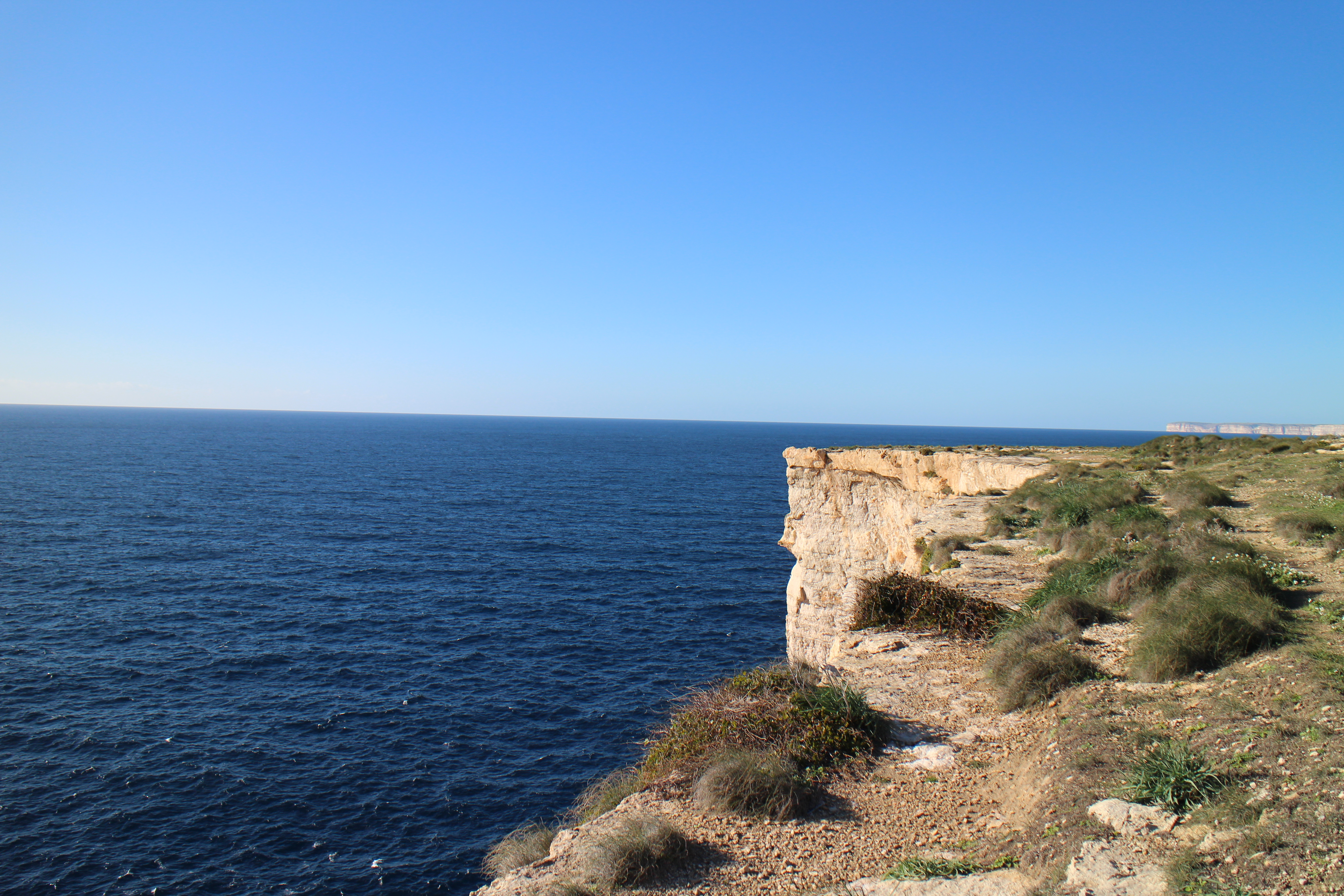
Południowy klif Ras ir-Raħeb (2013).
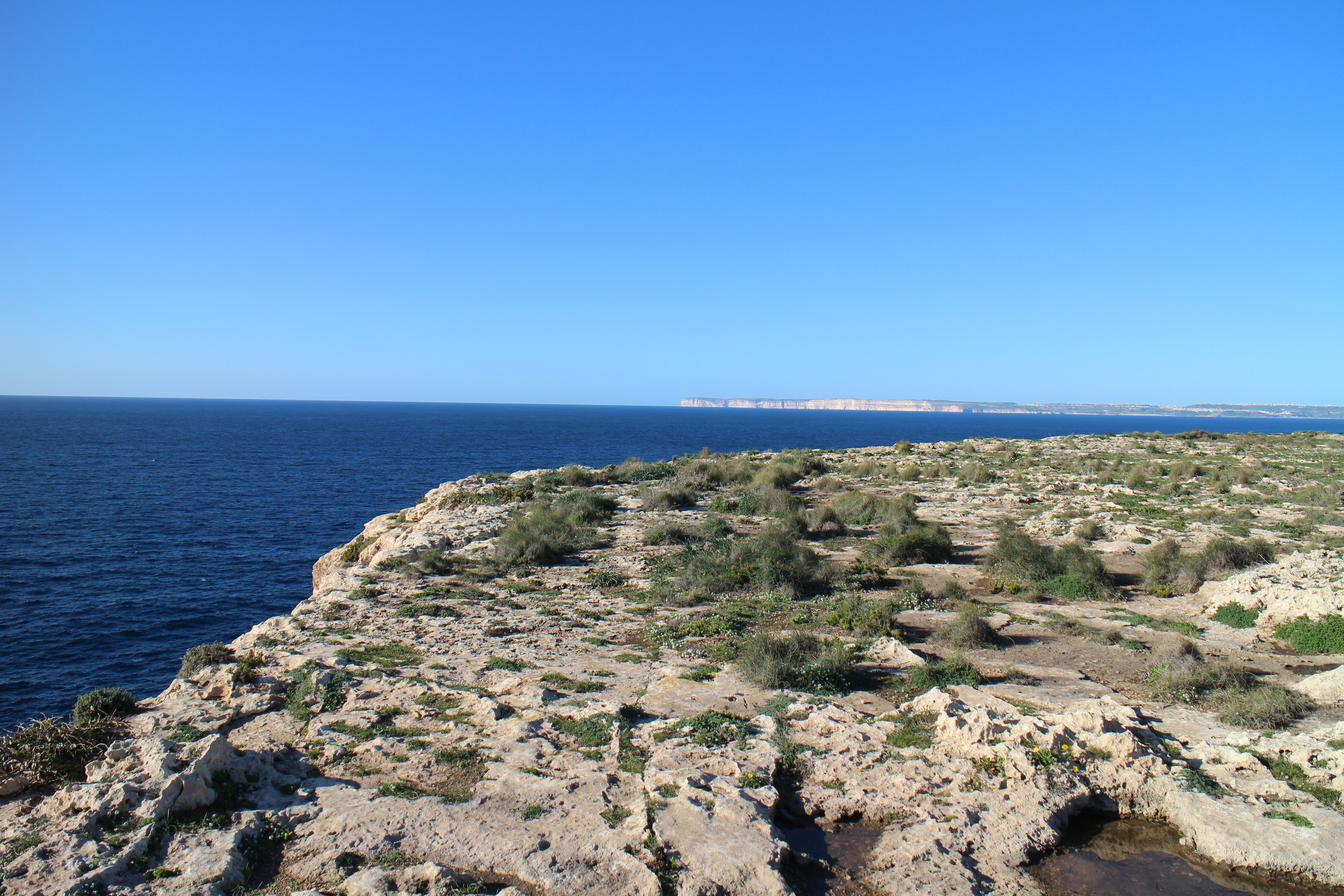
Antyczny kamieniołom na południowej krawędzi (2013).